# 浅野長厚
浅野 長厚（あさの ながあつ）は、江戸時代後期の大名。安芸国広島新田藩7代（最後の）藩主。官位は従五位下・近江守。

## 略歴
浅野家分家・浅野懋績の四男として広島にて誕生。幼名は万五郎、為五郎。早くに伯父の浅野長訓の養子となった。
安政5年（1858年）9月、新田藩主であった長訓が本家の広島藩を継いて11代藩主となり、懋昭の子（長厚の従兄）の長興（のちの長勲）が新田藩主を継ぐも、長興も広島藩主として本家に転出したため、文久2年（1862年）12月24日、長厚が広島新田藩主となった。文久3年12月16日、安芸高田郡の吉田に陣屋を構える許可を得る。幕末期の動乱では、本家と行動を共にしている。
明治2年（1869年）12月26日、版籍奉還により本家と所領を合併し、新田藩は廃藩となった。また、華族となることも辞退した。明治6年（1873年）8月28日、31歳で死去した。

## 浅野懋績
父の浅野懋績（あさの としつぐ、文化13年（1816年）9月15日 - 明治8年（1875年）3月9日）は、広島藩第7代藩主浅野重晟の四男・浅野長懋（ながとし）の子で、11代藩主長訓の実弟にあたる。幕末から明治にかけて画家として活動し、学雲林の名でも知られた。

## 系譜
- 父：浅野懋績（1816-1875）
- 母：不詳
- 兄弟
  - 本人：浅野長厚
  - 弟：浅野長之（1864-1947） - 浅野本家を継ぐ
  - 弟：中川久任（1871-1935） - 中川久成の養子
  - 妹：益子 - 松浦厚夫人
  - 女子：光 - 三女。浅野忠純正室
- 養父：浅野長訓（1812-1872）
- 正室：浅野懋昭娘（懋績実弟）の娘 - 浅野長勲の姉妹